# University of Essex
Die University of Essex ist eine der in den 1960er-Jahren entstandenen Campus-Universitäten im Vereinigten Königreich. Daneben besteht ein Campus in Southend-on-Sea.

## Organisation
Die Universität gliedert sich mit Stand 2021 in drei Fakultäten:
- Geisteswissenschaften (Humanities), einschließlich Geschichte und Jura
- Wissenschaft und Medizin (Science and Health), einschließlich Lebenswissenschaften und Psychologie
- Gesellschaftswissenschaften (Social Sciences), einschließlich Sprachen und Wirtschaftswissenschaften

Besonders bekannt sind die Bereiche Volkswirtschaft, Politikwissenschaft, Soziologie sowie das „Human Rights Centre“.
Die Universität war Teil der inzwischen aufgelösten 1994 Group von forschungsstarken neuen Universitäten.
Am Institute for Social and Economic Research (ISER) wird seit 1991 die British Household Panel Survey durchgeführt.

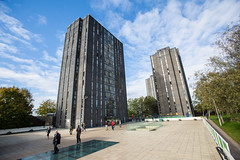
Die in den 1960er Jahren erbauten Nordtürme im Colchester Campus

## Studierende
Nach den Angaben der Universität von 2021 liegt der Anteil ausländischer Studierenden bei über einem Drittel. Von den 16.530 Studenten des Studienjahrens 2019/2020 waren 9.175 weiblich und 7.330 männlich. 11.275 Studierende kamen aus England, 25 aus Schottland, 75 aus Wales, 70 aus Nordirland, 2.170 aus der EU und 2.885 aus dem Nicht-EU-Ausland. Damit kamen 5.055 oder 30,5 % nicht aus dem Vereinigten Königreich. 12.910 strebten ihren ersten Studienabschluss an, sie waren also undergraduates. 3.620 waren postgraduates.
Die Universität hatte 2004 mit fast 40 % einen sehr hohen Anteil ausländischer Studierender, nur die London School of Economics and Political Science (LSE) und die School of Oriental and African Studies (SOAS) in London hatten einen höheren Anteil. 2010 sind es 10.700 Studierende gewesen und 1785 Mitarbeiter.